# Valledupar
Valledupar é uma cidade e municipalidade do nordeste Colombiano, capital do departamento de Cesar e fundada em 1550 pelo Conquistador espanhol Hernando de Santana. Seu vale conhecido de Upar (Vale de Upar) foi estabelecido em homenagem a um cacique indio que governou o vale; Cacique Upar. Mentiras entre as montanhas do Sierra Nevada de Santa Marta e Serrania del Perija à margem do rio de Guatapurí e do rio de Cesar. Valledupar é um agricultural importante, gado que levantam e centro agroindustrial para a região entre os departamentos de Cesar e as municipalidades do sul do La Guajira, conhecidas anteriormente como o Provincia de Padilla. Valledupar é conhecido e notoria sendo o berço da música do vallenato, representante da cultura Colombiana e tendo uma das prisões de segurança máxima mais modernas da Colômbia. Em décadas recentes a cidade foi afetada intensivamente pelo conflito armado Colombiano, com um alto número de sequestros e migração forçada. Além disso, um problema endêmico do impunidade refletiu especialmente em crimes de encontro aos jornalistas.